# Romília
Romília (en llatí Romilia) va ser una de les 31 tribus anomenades rústiques a l'antiga Roma.
La tradició la situa entre les 21 primeres tribus rústiques o rurals, creades a principis del segle v aC1, però la seva creació havia de ser posterior perquè el territori que se li assignava encara no era romà en aquells moments. La seva abreviatura epigràfica és ROM2.

## Història
El seu nom prové molt probablement de la gens Romília, família poc coneguda, excepte per Tit Romili Roc Vaticà, cònsol l'any 455 aC i decemvir legibus scribundis el 451 aC. Aquest personatge porta el cognomen de Vaticanus, i precisament el territori d'aquesta tribu es trobava a la riba dreta del Tíber, al voltant de l'ager Vaticanus (que donà nom al Vaticà), entre la Via Campana i la Via Clòdia. Fins a mitjans del segle v aC, la riba dreta del Tíber (trans Tiberim), davant de Roma, no era romana, sinó etrusca. La conquesta d'aquesta riba (ripa Veiens) i la posterior constitució de la tribu va tenir lloc, sens dubte, poc després de mitjans del segle V. A l'oest, la tribu Romilia estava separada de la tribu Galèria per un rierol que porta el nom de Magliana.
Els romans no recordaven l'origen d'aquesta tribu, i van associar el seu nom amb el de Ròmul i la tribu també s'anomenava de vegades Romúlia. Probablement per aquesta creença, la tribu Romília tenia el privilegi, en els comicis tribunats, de votar la primera d'entre totes les tribus rústiques, just després de les tribus urbanes.
Més tard, alguns ciutadans romans de ciutats o províncies italianes com Sora, lloc de naixement de Marc Atili Règul, situada al sud del Laci, i els ciutadans d'Este (Ateste), al Vèneto, van ser inscrits a la tribu Romília.